# Histoire de Melody Nelson

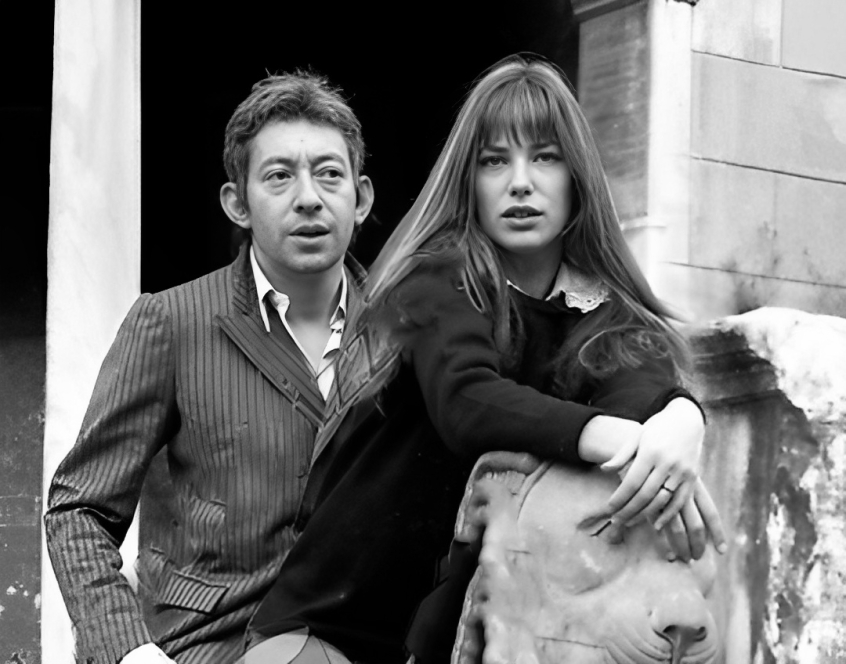
Serge Gainsbourg e Jane Birkin

Histoire de Melody Nelson è un concept album del 1971 dell'autore francese Serge Gainsbourg realizzato con Jane Birkin. Dopo la pubblicazione del disco, vennero realizzati dei videoclip per ogni brano, successivamente raccolti in un piccolo musical chiamato Melody.

## Il disco
Histoire de Melody Nelson viene considerato dalla critica uno degli album più compiuti e influenti di Gainsbourg, nonché come uno dei massimi capolavori della storia della musica leggera. Le fitte orchestrazioni di archi (arrangiati da Jean-Claude Vannier), l'uso del recitato, l'approccio intimo, i bassi funky, sono tutti elementi che hanno enormemente influenzato tutta la musica francese a venire e che si possono ritrovare particolarmente nelle composizioni di artisti francesi e non come AIR, David Holmes, Portishead e Beck.
Il tema dell'album è la storia fra il protagonista (Gainsbourg) e la ninfetta dai capelli rossi Melody Nelson (Jane Birkin, che compare anche seminuda in copertina), da lui tamponata con la sua Rolls-Royce mentre girava in bici; fra i due si accende la passione, conclusa però dalla prematura morte di lei in un incidente aereo, e al protagonista non resta che gettarsi nella superstizione e nel ricordo doloroso. Non si tratta della prima opera di Gainsbourg dal carattere così smaccatamente erotico e provocatorio, dato che già in passato il cantante aveva scandalizzato la morale comune col noto brano Je t'aime... moi non plus, ma qui l'attenzione del maturo protagonista si sposta su una ragazzina minorenne consenziente, rendendo il disco una narrazione dai toni piuttosto espliciti che raggiungono il loro massimo nel brano intitolato En Melody ("In Melody") nel quale si sentono le risate e i gridolini di piacere dei due amanti.

## Tracce
Tutti i brani sono stati composti da Serge Gainsbourg, eccetto dove indicato.
1. Melody - 7:33
2. Ballade de Melody Nelson - 2:01 (Serge Gainsbourg, Jean-Claude Vannier)
3. Valse de Melody - 1:32
4. Ah! Melody - 1:48 (Serge Gainsbourg, Jean-Claude Vannier)
5. L'hôtel particulier - 4:06
6. En Melody - 3:26 (Serge Gainsbourg, Jean-Claude Vannier)
7. Cargo Culte - 7:38

## Musicisti
- Serge Gainsbourg - voce, chitarra, pianoforte
- Jane Birkin - voce
- Alan Parker - chitarra solista
- Big Jim Sullivan - chitarra ritmica
- Roger Coulam - tastiere
- Dave Richmond - basso
- Douglas Wright - batteria
- Jean-Luc Ponty - violino
- Jean-Claude Vannier - arrangiamenti, direzione d'orchestra
- Coro dell'Opéra-Comique - cori
- Jeunesses Musicales de Paris - orchestra